# Anzá
Anzá é uma cidade e município da Colômbia, no departamento de Antioquia. Dista 107 quilômetros de Medellín, a capital do departamento, e possui uma superfície de 253 quilômetros quadrados.
É um dos municípios mais antigos de Antioquia, e já foi um dos de maior extensão, a ponto de mais de seis municípios atuais terem pertencido ao seu território.